# Кубок Австрії з футболу 2010—2011
Кубок Австрії з футболу 2010–2011 — 76-й розіграш кубкового футбольного турніру в Австрії. Вдруге в історії титул здобув Рід, який у фіналі переграв Аустрію (Лустенау), що на час проведення змагань виступав у Австрійській футбольній першій лізі - другому за рангом дивізіоні Австрії.

## Календар
| Раунд            | Дата                     | Матчі | Клуби   |
| ---------------- | ------------------------ | ----- | ------- |
| Попередній раунд | 27 липня - 1 серпня 2010 | 34    | 98 → 64 |
| 1/32 фіналу      | 12-17 серпня 2010        | 32    | 64 → 32 |
| 1/16 фіналу      | 16-20 вересня 2010       | 16    | 32 → 16 |
| 1/8 фіналу       | 9-10 листопада 2010      | 8     | 16 → 8  |
| 1/4 фіналу       | 19-20 квітня 2011        | 4     | 8 → 4   |
| 1/2 фіналу       | 3-4 травня 2011          | 2     | 4 → 2   |
| Фінал            | 29 травня 2011           | 1     | 2 → 1   |

## 1/32 фіналу
| Команда 1                            | Рахунок         | Команда 2                  |
| ------------------------------------ | --------------- | -------------------------- |
| 12 серпня 2010                       |                 |                            |
| Маттерсбург-2 (3)                    | 0:1             | Аустрія-2 (Відень) (3)     |
| 13 серпня 2010                       |                 |                            |
| Зірнінг (4)                          | 1:3             | Гартберг (2)               |
| Санкт-Пельтен-2 (4)                  | 1:4             | Ред Булл (Зальцбург)       |
| Брегенц (3)                          | 1:2             | Лустенау 07 (2)            |
| Ваттенс (3)                          | 1:2             | Ферст Вієнна (2)           |
| Ваккер-2 (Інсбрук) (3)               | 3:5             | Гредіг (2)                 |
| Флорідсдорфер (3)                    | 1:2             | Капфенберг                 |
| Зеекірхен 1945 (3)                   | 3:2             | Пост (4)                   |
| Куфштайн (3)                         | 4:4 дч пен. 9:8 | Аніф (3)                   |
| Парндорф (3)                         | 4:0             | Фельдкірхен (3)            |
| Горн (3)                             | 1:2             | Штурм                      |
| Амштеттен (4)                        | 2:1             | Тренквалдер Адміра (2)     |
| Золленау (3)                         | 4:2             | Фаворітнер (4)             |
| 14 серпня 2010                       |                 |                            |
| Райхенау (3)                         | 0:8             | Альтах (2)                 |
| Дорнбірн (3)                         | 1:0             | Вінер-Нойштадт             |
| Аустрія (Клагенфурт) (3)             | 2:2 дч пен. 4:6 | ВАК/Сант-Андра (2)         |
| Аустрія (Зальцбург) (3)              | 0:3             | Аустрія (Лустенау) (2)     |
| Рапід-2 (Відень) (3)                 | 2:5             | Рапід (Відень)             |
| Рец (4)                              | 2:2 дч пен. 4:6 | Граткорн (2)               |
| Гафленц (4)                          | 2:1             | Ілльміц (5)                |
| Фойтсберг (3)                        | 7:1             | Валлерн (4)                |
| Капфенберг-2 (4)                     | 3:1             | ЛАСК-2 (3)                 |
| Гехшт (3)                            | 1:1 дч пен. 5:4 | Ред Булл-2 (Зальцбург) (3) |
| Уніон (Фекламаркт) (3)               | 0:3             | Ваккер (Інсбрук)           |
| Форвертс (Штайр) (4)                 | 1:0             | Санкт-Пельтен (2)          |
| Уніон (Глайнштеттен) (3)             | 5:3             | Філлах (4)                 |
| Палдау (6)                           | 1:4             | Вайдхофен/Ібс (3)          |
| Аустрія (Клагенфурт-ам-Вертерзе) (3) | 1:2             | ЛАСК Лінц                  |
| Рід-2 (4)                            | 0:3             | Аустрія (Відень)           |
| 15 серпня 2010                       |                 |                            |
| Штурм-2 (3)                          | 0:5             | Рід                        |
| 17 серпня 2010                       |                 |                            |
| Аллергайліген (3)                    | 2:3             | Блау-Вайс Лінц (3)         |
| Штегерсбах (4)                       | 1:5             | Маттерсбург                |

## 1/16 фіналу
| Команда 1                | Рахунок         | Команда 2              |
| ------------------------ | --------------- | ---------------------- |
| 16 вересня 2010          |                 |                        |
| Амштеттен (4)            | 0:2             | Альтах (2)             |
| 17 вересня 2010          |                 |                        |
| Дорнбірн (3)             | 0:1             | Маттерсбург            |
| Вайдхофен/Ібс (3)        | 0:4             | Рід                    |
| Куфштайн (3)             | 0:3             | Гредіг (2)             |
| Зеекірхен 1945 (3)       | 2:6             | Гартберг (2)           |
| Форвертс (Штайр) (4)     | 3:2             | ВАК/Сант-Андра (2)     |
| Капфенберг               | 3:1             | Граткорн (2)           |
| Золленау (3)             | 2:4             | ЛАСК Лінц              |
| 18 вересня 2010          |                 |                        |
| Капфенберг-2 (4)         | 0:3             | Аустрія (Відень)       |
| Фойтсберг (3)            | 0:1             | Ферст Вієнна (2)       |
| Гехшт (3)                | 0:3             | Аустрія (Лустенау) (2) |
| Гафленц (4)              | 1:5             | Ваккер (Інсбрук)       |
| Парндорф (3)             | 1:2             | Штурм                  |
| 19 вересня 2010          |                 |                        |
| Блау-Вайс Лінц (3)       | 3:1             | Ред Булл (Зальцбург)   |
| Аустрія-2 (Відень) (3)   | 1:1 дч пен. 4:5 | Рапід (Відень)         |
| 20 вересня 2010          |                 |                        |
| Уніон (Глайнштеттен) (3) | 2:4             | Лустенау 07 (2)        |

## 1/8 фіналу
| Команда 1              | Рахунок         | Команда 2        |
| ---------------------- | --------------- | ---------------- |
| 9 листопада 2010       |                 |                  |
| Аустрія (Лустенау) (2) | 0:0 дч пен. 5:4 | Гредіг (2)       |
| Ферст Вієнна (2)       | 2:1 дч          | Альтах (2)       |
| Капфенберг             | 2:0 дч          | Лустенау 07 (2)  |
| ЛАСК Лінц              | 0:1             | Рід              |
| 10 листопада 2010      |                 |                  |
| Блау-Вайс Лінц (3)     | 0:1             | Маттерсбург      |
| Рапід (Відень)         | 3:0             | Гартберг (2)     |
| Форвертс (Штайр) (4)   | 0:1 дч          | Штурм            |
| Аустрія (Відень)       | 2:1 дч          | Ваккер (Інсбрук) |

## 1/4 фіналу
| Команда 1        | Рахунок | Команда 2              |
| ---------------- | ------- | ---------------------- |
| 19 квітня 2011   |         |                        |
| Аустрія (Відень) | 0:4     | Аустрія (Лустенау) (2) |
| Ферст Вієнна (2) | 0:2     | Капфенберг             |
| 20 квітня 2011   |         |                        |
| Рід              | 2:1     | Штурм                  |
| Рапід (Відень)   | 2:0     | Маттерсбург            |

## 1/2 фіналу
| Команда 1     | Рахунок | Команда 2              |
| ------------- | ------- | ---------------------- |
| 3 травня 2011 |         |                        |
| Капфенберг    | 1:2     | Аустрія (Лустенау) (2) |
| 4 травня 2011 |         |                        |
| Рід           | 2:1     | Рапід (Відень)         |

## Фінал
| 29 травня 2011 17:30 (UTC+2) |

| Рід               | 2:0      | Аустрія (Лустенау) (2) |
| ----------------- | -------- | ---------------------- |
| Гаммерер 42', 68' | Протокол |                        |

| Ернст-Гаппель-Штадіон, Відень Глядачів: 14 500 Арбітр: Манфред Крассніцер |